# For Her Light
For Her Light – singiel zespołu Fields Of The Nephilim promujący album Elizium, wydany przez Beggars Banquet w 1990 roku. Ukazał się we wszystkich dostępnych wersjach (winyl, cd, mc). Dodatkowo wersję kompaktową opublikowano, obok standardowego 5" dysku, również jako dysk 3".
Spis utworów:
wersja 7":
1. For her light one
2. Submission two (the dub posture)

wersja 12":
1. For her light two
2. Submission (non-resistance)

wersja cd (zarówno 5" jak 3" zawierały ten sam materiał):
1. For her light one (3:30)
2. Submission two (the dub posture) (4:12)
3. For her light (dead but dreaming) (5:46)
4. Submission (non-resistance) (5:01)

wersja mc:
1. For her light (dead but dreaming)
2. Submission (non-resistance)
3. For her light one